# En Ja’akow
En Ja’akow (hebr. עין יעקב) – moszaw położony w Samorządzie Regionu Ma’ale Josef, w Dystrykcie Północnym, w Izraelu.

## Położenie
Moszaw En Ja’akow jest położony na wysokości 433 metrów n.p.m. w zachodniej części Górnej Galilei. Leży na zachodnich zboczach niewielkiego płaskowyżu, który jest ograniczony od północy wadi strumienia Nachal Gaton. Z okolicy moszawu wypływają dwa niewielkie strumienie Marwa i Meraw, które spływają w kierunku północno-zachodnim i zasilają strumień Gaton. Po południowej stronie płaskowyżu  jest wadi strumienia Aszerat, a jeszcze bardziej na północy przepływa strumień Masz'an. Tutejszy teren opada w kierunku zachodnim do wzgórz Zachodniej Galilei, i dalej na równinę przybrzeżną Izraela. Okoliczne wzgórza są zalesione. W otoczeniu moszawu En Ja’akow znajdują się miasto Ma’alot-Tarszicha, miejscowości Kefar Weradim, Januch-Dżat i Mi’ilja, kibuce Jechi’am, Gaton i Elon, moszawy Me’ona, Manot i Goren, oraz wioski komunalne Newe Ziw i Micpe Hilla.

### Podział administracyjny
En Ja’akow jest położony w Samorządzie Regionu Ma’ale Josef, w Poddystrykcie Akka, w Dystrykcie Północnym Izraela.

## Demografia
Stałymi mieszkańcami moszawu są wyłącznie Żydzi. Tutejsza populacja jest mieszana, zarówno świecka jak i religijna:

Źródło danych: Central Bureau of Statistics.

## Historia
Moszaw został założony w 1950 roku przez imigrantów z Iraku, którzy wcześniej mieszkali w tymczasowym obozie ma'abarot. Początkowo osada nazywała się Gaton Illit (hebr. געתון עלית). Większość pierwszych mieszkańców nie miała żadnego doświadczenia z rolnictwem. Zamieszkiwali oni w pięćdziesięciu dużych namiotach, a wodę sprowadzono z odległości kilku kilometrów. Z powodu tak ciężkich warunków życia, większość mieszkańców w krótkim czasie opuściła moszaw. Żydowski Fundusz Narodowy wsparł wówczas rozwój osady, zasiedlając ją w 1953 roku nowymi imigrantami z Iranu i Kurdystanu. W ciągu kilku lat moszaw uzyskał stabilność gospodarczą. Na początku XXI wieku w jego północno-wschodniej części wybudowano nowe osiedle mieszkaniowe. Istnieją plany dalszej rozbudowy osady.

### Nazwa
Nazwa moszawu nawiązuje do biblijnego cytatu mówiącego o źródle Jakuba.

## Edukacja
Moszaw utrzymuje przedszkole. Starsze dzieci są dowożone do szkoły podstawowej w moszawie Me’ona lub szkoły średniej przy kibucu Kabri.

## Kultura i sport
W moszawie znajduje się ośrodek kultury z biblioteką. Z obiektów sportowych jest boisko do koszykówki.

## Infrastruktura
W moszawie jest przychodnia zdrowia, sklep wielobranżowy, synagoga oraz warsztat mechaniczny.

## Turystyka
Okoliczne tereny Górnej Galilei są atrakcyjnym obszarem do turystyki pieszej. W moszawie istnieje możliwość wynajęcia noclegu.

## Gospodarka
Gospodarka moszawu opiera się na drobnym rolnictwie – głównie sadownictwie i hodowli kwiatów. Jest tutaj nieduża farma hodowlana bydła mlecznego. Część mieszkańców dojeżdża do pracy w pobliskich strefach przemysłowych.

## Transport
Z moszawu wyjeżdża się na południe na drogę nr 8833, którą jadąc na wschód dojeżdża się do miasta Ma’alot-Tarszicha i moszawu Me’ona, lub jadąc na zachód dojeżdża się do kibucu Gaton, drogi prowadzącej na południe do kibucu Jechi’am, i dalej do drogi nr 89.